# Boulevard du Temple (fotografía)

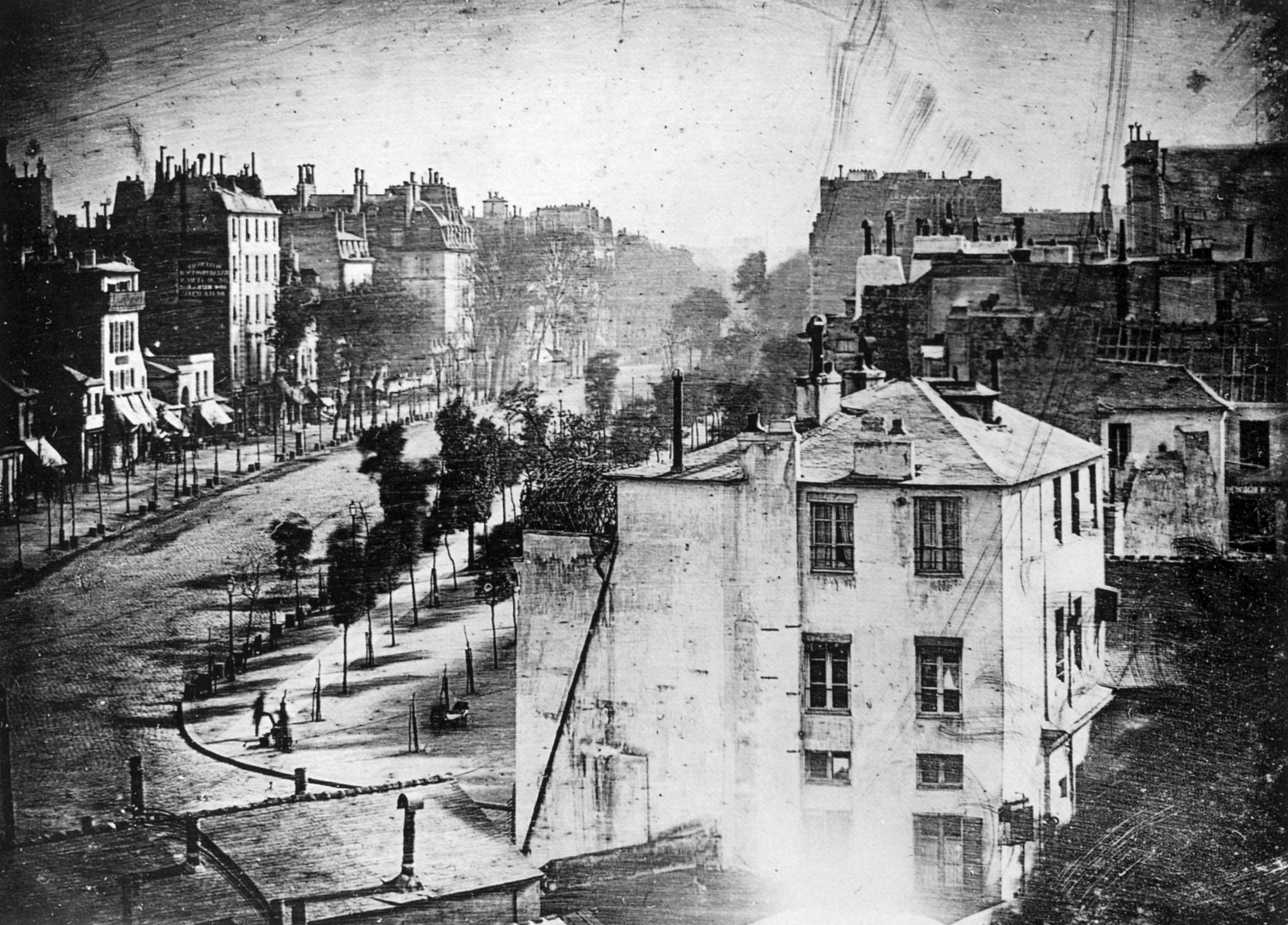
Daguerrotipo de Daguerre tomado a las 8:00 a.m.

Boulevard du Temple es una fotografía de un paisaje urbano de París realizada en 1838 (o posiblemente en 1837), y es una de las primeras placas de daguerrotipo que se conservan producidas por Louis Daguerre. Aunque la imagen parece ser de una calle desierta, se considera ampliamente que es la primera fotografía que incluye la imagen de una persona.

## Imagen

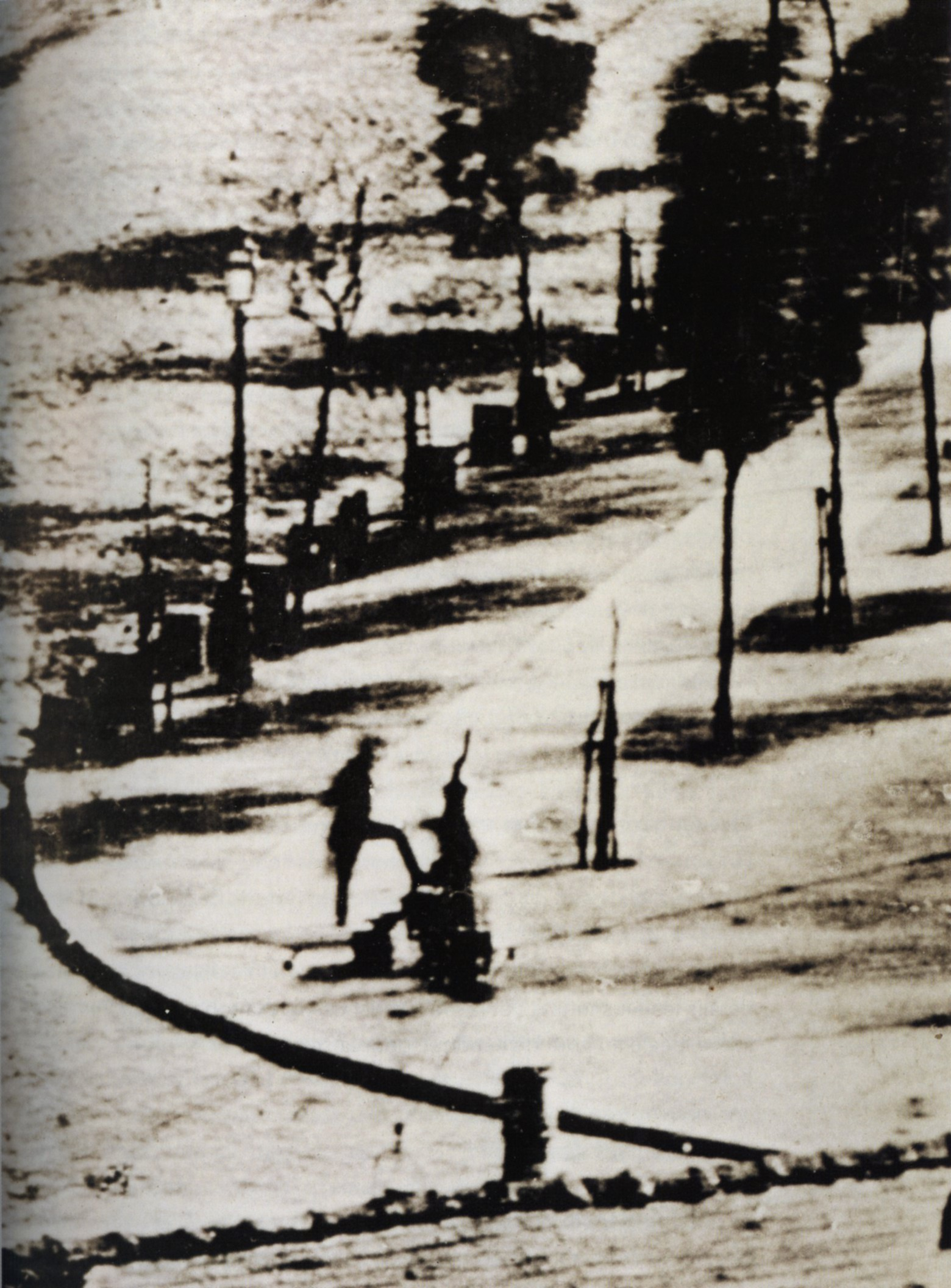
Recorte que muestra las personas fotografiadas.

La fotografía más antigua sobreviviente, la Vista desde la ventana en Le Gras, se había tomado diez años antes utilizando la técnica heliográfica que requería un tiempo de exposición de ocho horas, lo que significaba que solo se podían registrar objetos estáticos. Sin embargo, en 1838 Daguerre había desarrollado el daguerrotipo, su propio método mediante el cual la exposición se reducía a tan sólo cuatro o cinco minutos.
La fotografía fue tomada a las 8:00 a.m. entre el 24 de abril y el 4 de mayo, ya sea en 1837 o 1838, desde una ventana en el estudio de Daguerre al lado del Diorama de Louis Daguerre en el número 5 de la calle Rue des Marais en París. Esto fue en una época anterior a la construcción de la Plaza de la República, donde actualmente se encuentra la calle de Faubourg du Temple se une a la Plaza de la República. Se tomaron otras dos imágenes el mismo día, una al mediodía, que sobrevive, así como una tercera placa al atardecer que desde entonces se ha perdido. La placa mide aproximadamente 13 por 16 centímetros (5,1 por 6,3 plg). El Boulevard du Temple habría estado repleto de gente y tráfico de caballos, pero como se habría requerido un tiempo de exposición de cuatro a cinco minutos, las únicas personas que quedaron fueron dos que se mantuvieron quietas: un limpiabotas y su cliente, en la esquina de la calle que se muestra en la parte inferior izquierda de la placa.

## Publicación y exposición

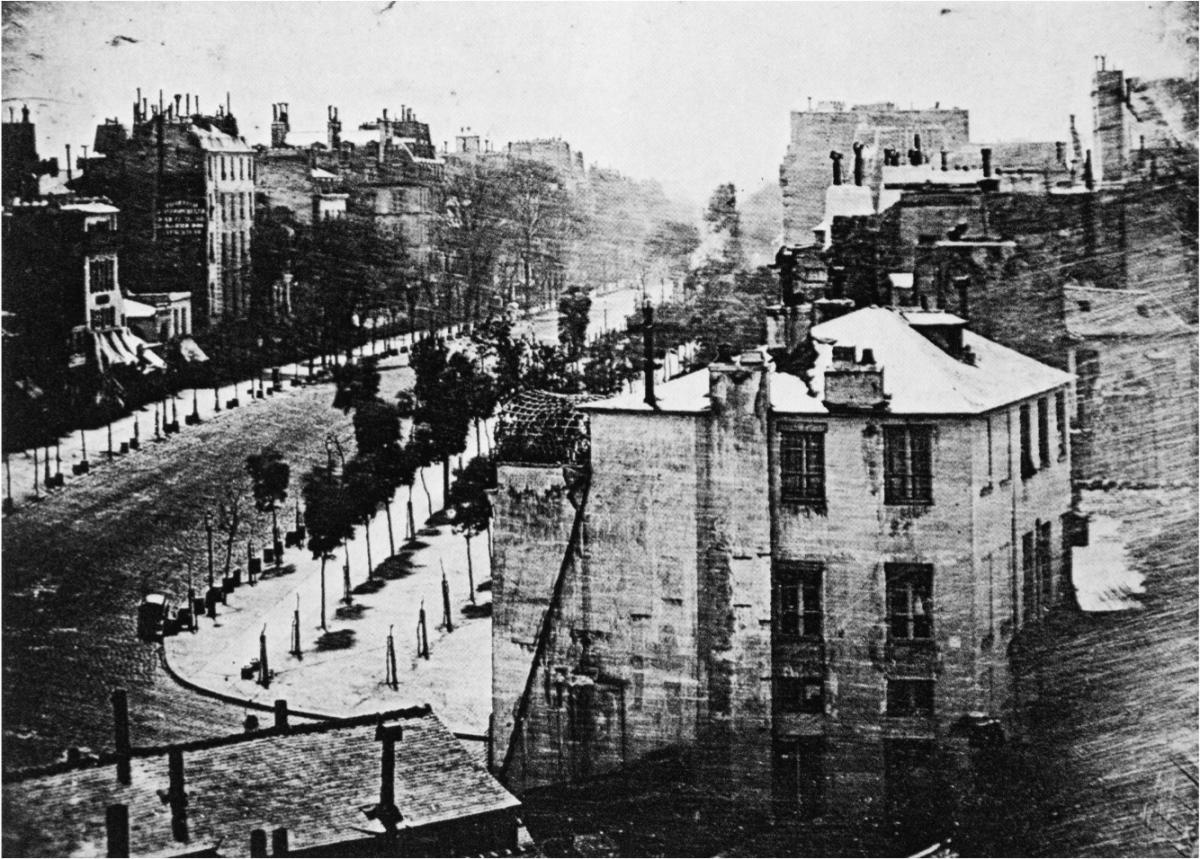
Segunda imagen tomada al mediodía.

Daguerre anunció públicamente por primera vez su invento en la Academia de Ciencias de Francia en enero de 1839. A principios de marzo de 1839, un incendio destruyó su estudio. Daguerre les pidió a los bomberos que dejaran su estudio arder, pero para salvar la casa adyacente, donde se encontraba su laboratorio. Consiguieron rescatar el aparato de daguerrotipo, fotografías, documentos y ropa de casa. Se reportó que su cuaderno, que contenía sus experimentos, fue encontrado diez días después. Sin embargo, sólo quedan 25 daguerrotipos que pueden atribuirse con certeza a Daguerre.
Daguerre le mostró esta imagen a Samuel Morse en su estudio en marzo de 1839, Morse describió posteriormente este daguerrotipo en una carta publicada en abril de 1839 para The New York Times. En octubre de 1839, como medida publicitaria, Daguerre le regaló al rey Luis I de Baviera un tríptico enmarcado de su obra en el que esta fotografía era la imagen de la derecha. Esta imagen fue descrita como tomada a las ocho de la mañana y una placa muy similar fue montada en el panel izquierdo marcada como tomada al medio día. El tríptico fue puesto en exhibición en la Asociación de Arte de Múnich, donde atrajo inmediatamente la atención, y el diario Pfennig-Magazin de Leipzig comentó sobre la imagen tomada a las 8:00 a. m., mencionando que parecía haber un hombre al que le lustraban las botas y que debió estar parado completamente quieto durante la exposición.
Las imágenes fueron almacenadas en el palacio real y más tarde en los archivos del Museo Nacional Bávaro, donde se fueron deteriorando gradualmente hasta que en 1936 o 1937 el historiador de fotografía estadounidense Beaumont Newhall las redescubrió e hizo copias para exhibirlas en Nueva York. En 1949 las publicó en su libro La historia de la fotografía desde 1839 hasta la actualidad. Durante la Segunda Guerra Mundial los daguerrotipos originales se conservaron en malas condiciones hasta que en 1970 fueron entregados como préstamo al Museo de la Ciudad de Múnich. Se intentaron restaurar las fotografías, pero se obtuvieron resultados pésimos. Desde entonces se han producido facsímiles de daguerrotipos a partir de las copias de Newhall.

## Análisis

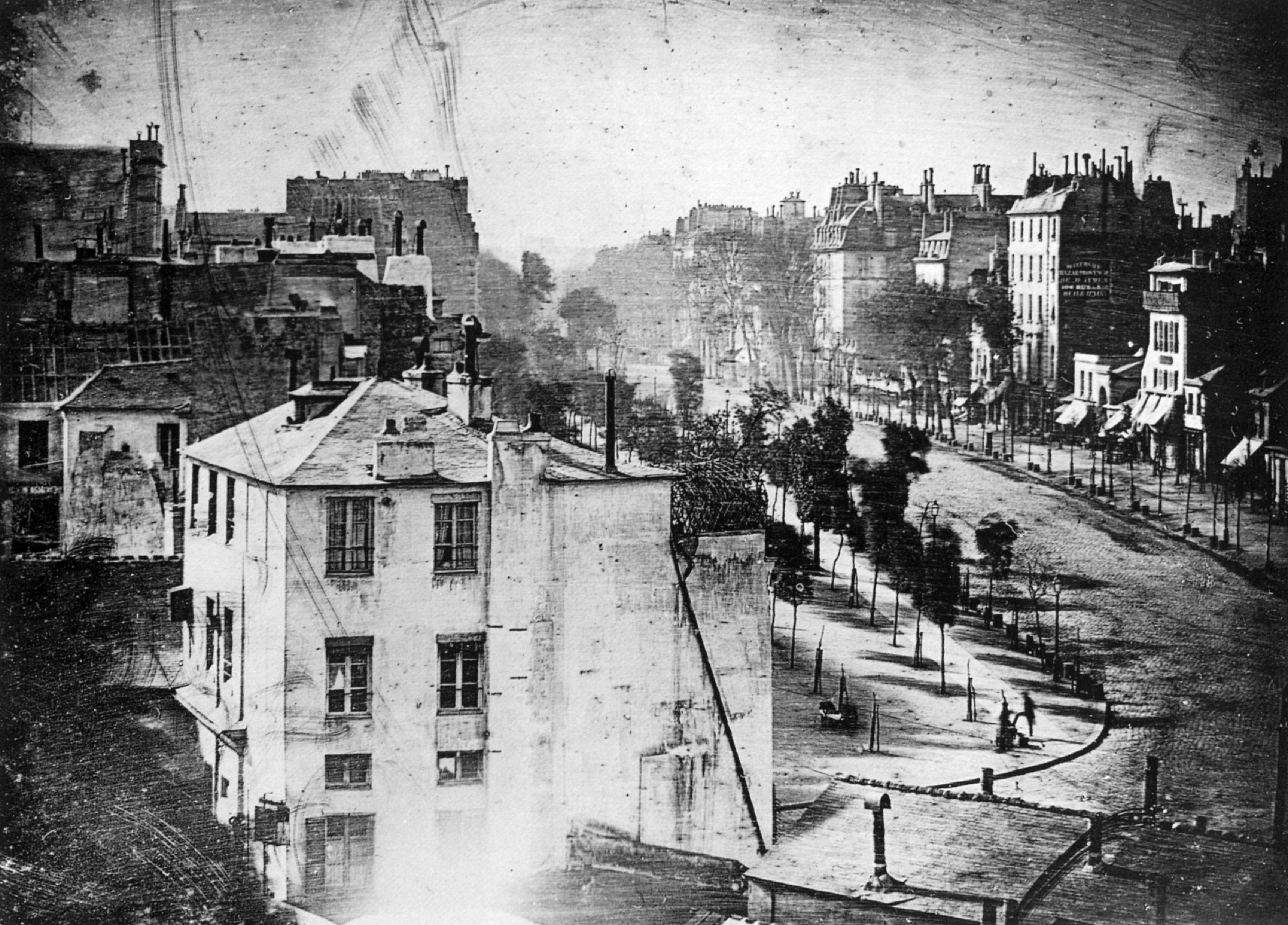
Imagen tomada a las 8:00 a. m. invertida para mostrar la orientación real de la calle.

Varias personas han examinado la imagen para notar rastros de alguna otra actividad, por lo que se ha encontrado que puede haber imágenes tenues de otras personas y posiblemente de un niño mirando por una ventana, y un caballo.
Como ocurre con todas las láminas de Daguerre, la imagen se encuentra en espejo. Teniendo esto en cuenta se ha analizado la ubicación y el ángulo de la cámara.
Es posible la existencia de fotografías de personas anteriores a esta. Hippolyte Bayard afirmó haber tomado autorretratos fotográficos en 1837, pero éstos no fueron preservados. En una fotografía antigua del Puente Nuevo, realizada por Daguerre posiblemente en 1836, se pueden ver lo que parecen ser una o dos personas acostadas en el suelo. También se ha encontrado un retrato en daguerrotipo atribuido a Daguerre que podría datar de 1837. El autorretrato del estadounidense Robert Cornelius fue realizado en 1839.